# Cremastosperma awaense
Cremastosperma awaense là loài thực vật có hoa thuộc họ Na. Loài này được Pirie mô tả khoa học đầu tiên năm 2005.